# باربرتون (اوهایو)
باربرتون(به انگلیسی: Barberton) شهری در ایالت اوهایو کشور ایالات متحده آمریکا است که جمعیت آن در سرشماری سال ۲۰۱۰ میلادی، ۲۶٬۵۵۰ نفر بوده‌است.